# 게이후쿠 전기 철도
게이후쿠 전기 철도(일본어: 京福電気鉄道)는 일본 교토시를 기반으로 한 철도 사업자이다. 1942년에 교토전등(일본어: 京都電燈) 철도부문을 토대로 설립됐다. 현재는 게이한 전기 철도의 자회사이다.

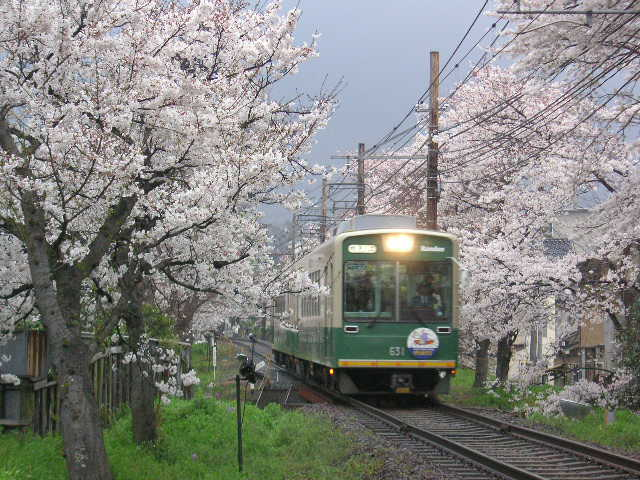
봄의 기타노 선

시조오미야 역부터 아라시야마 역을 잇는 아라시야마 본선과 가타비라노쓰지 역부터 기타노하쿠바이초 역을 잇는 지선 기타노 선, 히에이산에 오른 케이블카를 운행하고 있다. 아라시야마 본선과 기타노 선은 란덴(일본어: 嵐電)라는 별칭으로도 불린다.
1986년에 에이잔 본선과 구라마 선을 에이잔 전철으로, 2003년에 에치젠 본선과 미쿠니 아와라 선을 에치젠 철도로 양도했다.